# Sächsische Jugendstiftung
Die Sächsische Jugendstiftung (SJS) ist eine gemeinnützige Stiftung bürgerlichen Rechts mit Sitz in Dresden. Sie engagiert sich für die Schaffung optimaler Rahmenbedingungen für Beteiligung und Engagement junger Menschen in der Gesellschaft und im demokratischen Miteinander. Als operativ tätige Organisation entwickelt sie eigene Programme und setzt diese gemeinsam mit Partnern um. Die Stiftung versteht sich als überkonfessionelle und parteipolitisch neutrale Initiative.

## Geschichte
Die Stiftung wurde 1997 auf Beschluss des Sächsischen Landtags gegründet. Der Wirkungskreis umfasst den gesamten Freistaat Sachsen, wobei Programme landesweit angeboten und in Kooperation mit regionalen Strukturen umgesetzt werden. Einige Vorhaben werden zunächst auf kommunaler Ebene erprobt.

## Struktur
Die Stiftung ist als Träger der freien Jugendhilfe anerkannt. Oberstes Aufsichtsgremium ist ein Beirat mit 13 Mitgliedern, die für fünf Jahre berufen oder entsandt werden. Der Beirat bestellt einen Vorstand mit 3 bis 5 Personen, der die Stiftung gemäß Satzung leitet. Die Geschäftsführung liegt seit 2015 bei Andrea Büttner.
Die Stiftung unterhält keine Unterstrukturen in den Landkreisen, sondern arbeitet zentral von Dresden aus mit einem breiten Netzwerk an Partnern. Sie ist unter anderem Mitglied im Bundesnetzwerk Bürgerschaftliches Engagement, im Netzwerk Tolerantes Sachsen, im Arbeitskreis „Jugendarbeit stärken“ sowie im Redaktionsnetzwerk „CORAX“.

## Finanzierung
Die Finanzierung erfolgt über Zuwendungen, Spenden, Sponsoring sowie Erträge aus Stiftungskapital. Die Stiftung arbeitet mit Partnern aus Wirtschaft, Verwaltung, Wissenschaft und Zivilgesellschaft zusammen. Zur Verwaltung des Stiftungskapitals arbeitet die Stiftung mit verschiedenen Experten zusammen. Die Erträge aus dem aufgebauten, begrenzten Vermögen sollen es der Stiftung zum einen ermöglichen neue Vorhaben und Initiativen auf den Weg zu bringen, zum anderen langfristig wirtschaftliche und förderpolitische Unabhängigkeit zu sichern. Verschiedene Prüfinstanzen kontrollieren jährlich die Finanzen und Jahresabschlüsse.

## Ziele
Ziel der Stiftung ist eine jugendgerechte Gesellschaft mit starker Jugendarbeit und vielfältiger Demokratie. Sie will junge Menschen zur Mitgestaltung befähigen und unterstützt in diesem Rahmen insbesondere Schulen sowie Angebote der Jugendarbeit gemäß § 11 SGB VIII.

## Tätigkeitsbereiche
Die Stiftung verfolgt eine programmatische Arbeit entlang folgender Leitlinien:
- Bildungsarbeit: Schulische und außerschulische Bildungsangebote
- Engagementförderung: Projekte zur Heranführung an freiwilliges Engagement
- Jugendkultur: Förderung von (kulturellen) Projekten und Veranstaltungen, die von Jugendlichen initiiert und durchgeführt werden.
- Partizipation: Initiierung, Förderung und Durchführung von Projekten zur Stärkung der Mitbestimmung und Mitgestaltung von Jugendlichen in schulischen, kommunalen oder gesellschaftlichen Prozessen.

Die Programme verbinden formelle und informelle Bildung und wirken in den Lebenswelten junger Menschen.

## Förderprogramme
- Projektförderung: Unterstützung konkreter Projekte zur Verbesserung der Lebenssituation junger Menschen
- Jugendinitiativförderung: Förderung von Jugendgruppen mit eigenen Ideen zur Gemeinwesengestaltung
- Innovationsförderung: Unterstützung innovativer Ansätze in der Jugendarbeit

## Prinzipien der Arbeit
Die Stiftung betrachtet junge Menschen als eigenständige Akteure mit eigenen Stärken. Sie setzt auf Kooperation mit verschiedenen Bildungsakteuren und prüft, wie Prinzipien der Jugendarbeit mit anderen gesellschaftlichen Bereichen, etwa Schule oder Wirtschaft, verbunden werden können.

## Kooperationen
Die Stiftung arbeitet mit kommunalen, staatlichen und zivilgesellschaftlichen Partnern zusammen, ist in Trägerverbünden aktiv und beteiligt sich an Netzwerken und Gremienarbeit. Ziel ist die Nutzung von Synergien im Sinne der Zielgruppen.

## Programme und Projekte
Alle Programme und Projekte dienen der Engagementförderung junger Menschen:
- Genialsozial – Deine Arbeit gegen Armut
- Spurensuche
- FSJ Politik
- Deine Idee? Deine Schule. Deine Entscheidung!
- Koordinierungsstelle Lernen durch Engagement
- Jugend gestaltet Schule
- DES! demokratisch.engagiert.selbstverwaltet
- Peer Training Sachsen
- PeerLoaded

## Aktuelle Schwerpunktthemen
- Demokratiebildung & Teilhabe
- Schule als Lebens- und Lernort[11]